# Walter Burley

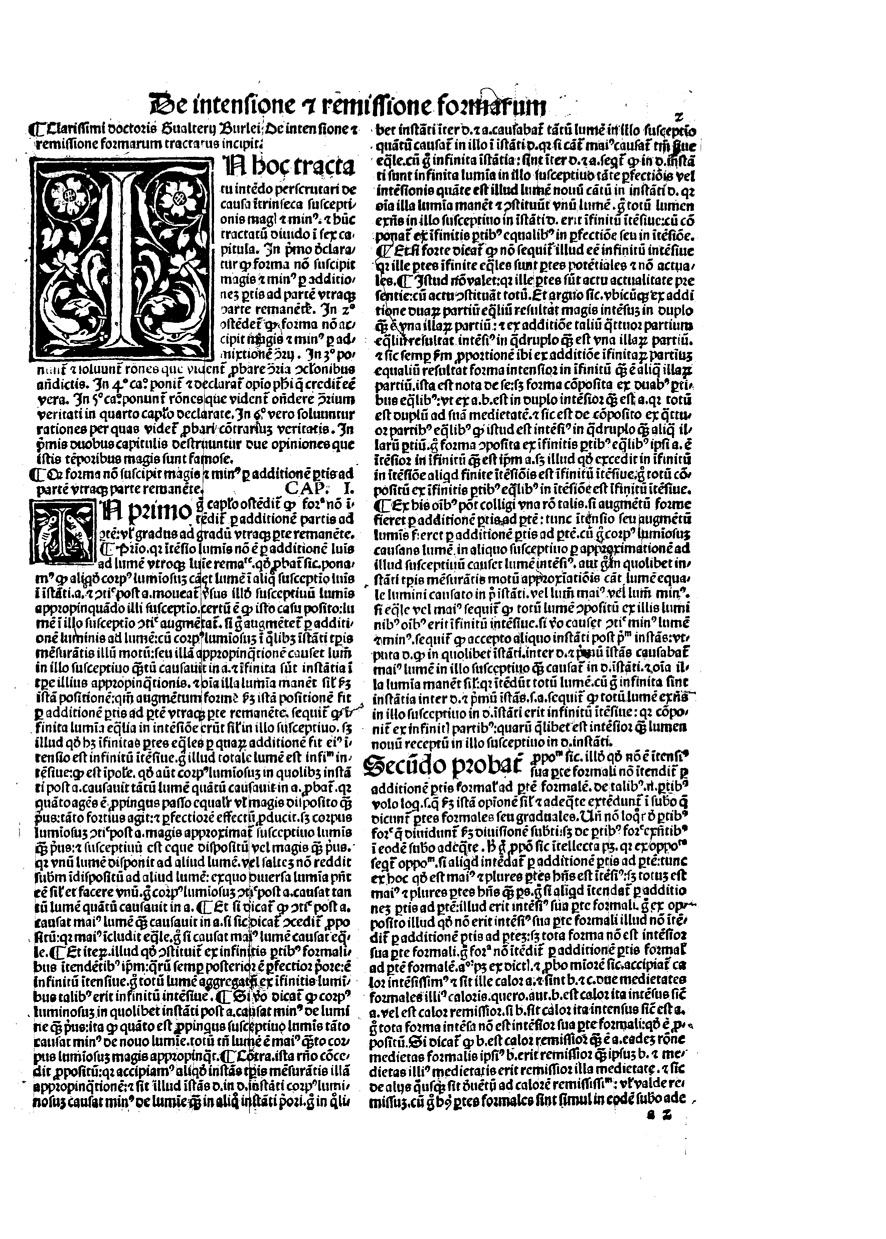
De intensione et remissione formarum, 1496

Walter Burley (van Burleigh) (ongeveer 1275 - 1344/5) was een middeleeuws Engels scholastisch filosoof en logicus. Vanaf 1301 was hij Master of Arts in Oxford. Tot ongeveer 1310 was hij  fellow aan Merton College, een van de colleges van de Universiteit van Oxford. Daarna bracht hij tot 1326 zestien jaar door in Parijs, waar hij in 1324 benoemd werd tot fellow aan de Sorbonne. Daarna werkte hij zeventien jaar als administratief hoveling in Engeland en Avignon. Burley was een opponent van Willem van Ockham op een aantal punten met betrekking tot de logica en de natuurfilosofie. Er zijn ten minste 50 werken bekend, die aan hem worden toegeschreven. Hij stierf rond 1344.
- Bibsys: 90341209
- Biblioteca Nacional de España: XX1086295
- Bibliothèque nationale de France: cb12339468g (data)
- CiNii: DA02844284
- Gemeinsame Normdatei: 11867496X
- International Standard Name Identifier: 0000 0001 0922 1705
- Library of Congress Control Number: n80046626
- Nationale Bibliotheek van Letland: 000030242
- Nationale Bibliotheek van Tsjechië: ola2002153970
- Nationale bibliotheek van Australië: 44714677
- Nationale Bibliotheek van Israël: 987007259366705171
- Nationale en Universitaire bibliotheek Zagreb: 000085406
- Nederlandse Thesaurus van Auteursnamen: 068976410
- Réseau des bibliothèques de Suisse occidentale: 02-A000024370
- Istituto Centrale per il Catalogo Unico: BVEV018177
- LIBRIS: 264330
- SNAC: w6sn0hms
- Système universitaire de documentation: 032347723
- Trove: 1460667
- Virtual International Authority File: 86734224
- WorldCat: E39PBJgCQVbmHWCffVcTtTgMyd